# Tagarata
Tagarata (łac. Tagaratensis) - stolica historycznej diecezji we Cesarstwie rzymskim w prowincji Africa Proconsularis w metropolii Kartaginy, współcześnie w północnej Tunezji. Obecnie katolickie biskupstwo tytularne. Od lipca 1985 do maja 2019 zasiadał na niej Jan Bagiński, w latach 1985–2009 biskup pomocniczy opolski.

## Biskupi tytularni
| Lp. | Biskup                          | Funkcja                                       | Od               | Do               |
| --- | ------------------------------- | --------------------------------------------- | ---------------- | ---------------- |
| 1   | József Ijjas                    | wikariusz apostolski Csanád (Węgry)           | 15 września 1964 | 10 stycznia 1969 |
| 2   | Antonio José González Zumárraga | biskup pomocniczy Quito (Ekwador)             | 17 maja 1969     | 30 stycznia 1978 |
| 3   | Héctor Romero                   | biskup pomocniczy Lomas de Zamora (Argentyna) | 26 maja 1978     | 7 stycznia 1984  |
| 4   | Jan Bagiński                    | biskup pomocniczy opolski (Polska)            | 8 lipca 1985     | 19 maja 2019     |
| 5   | Midyphil Billones               | biskup pomocniczy Cebu (Filipiny)             | 16 lipca 2019    | 2 lutego 2025    |